# Andrena fenningeri
Andrena fenningeri là một loài Hymenoptera trong họ Andrenidae. Loài này được Viereck mô tả khoa học năm 1922.

## Hình ảnh

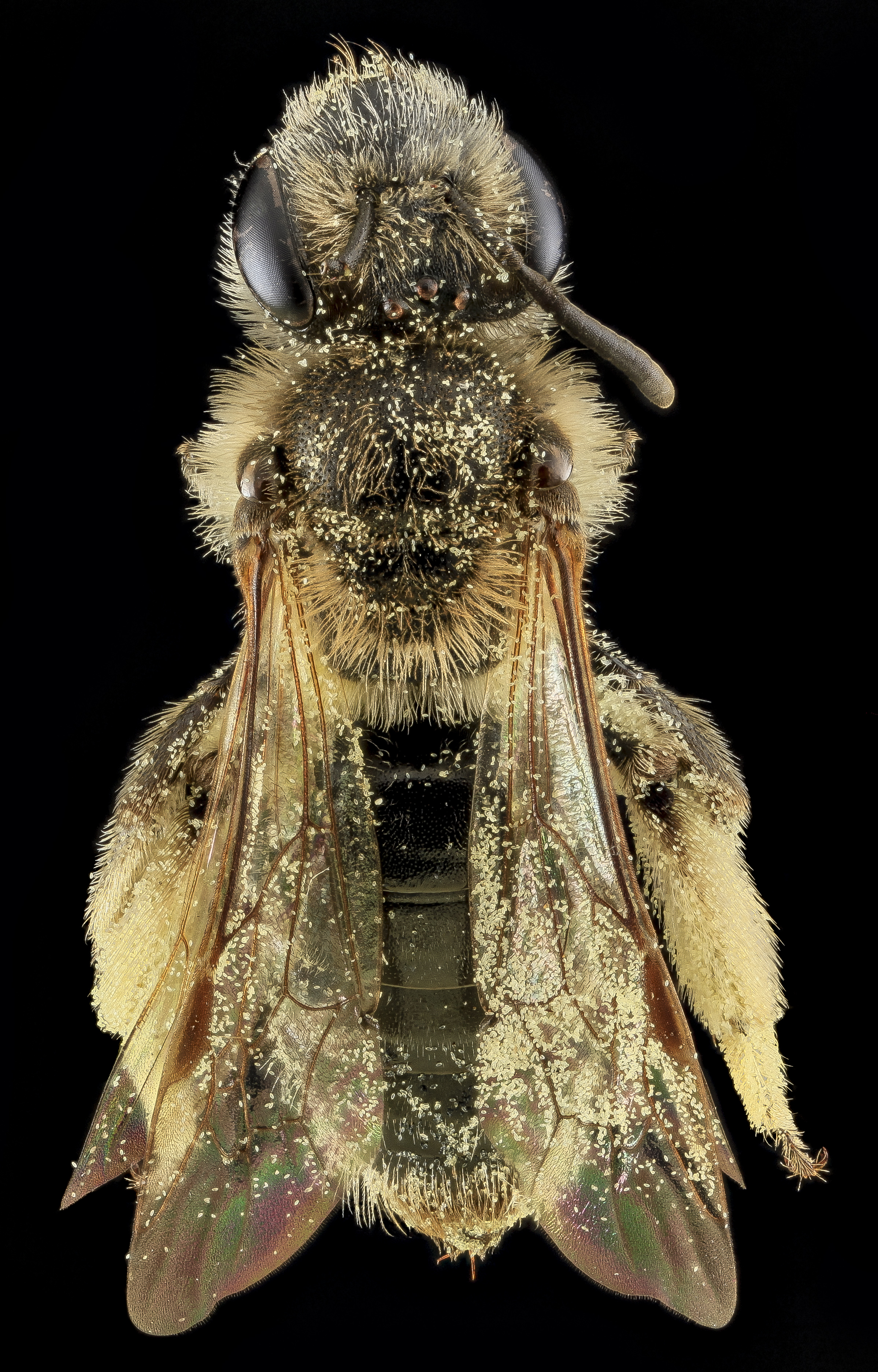
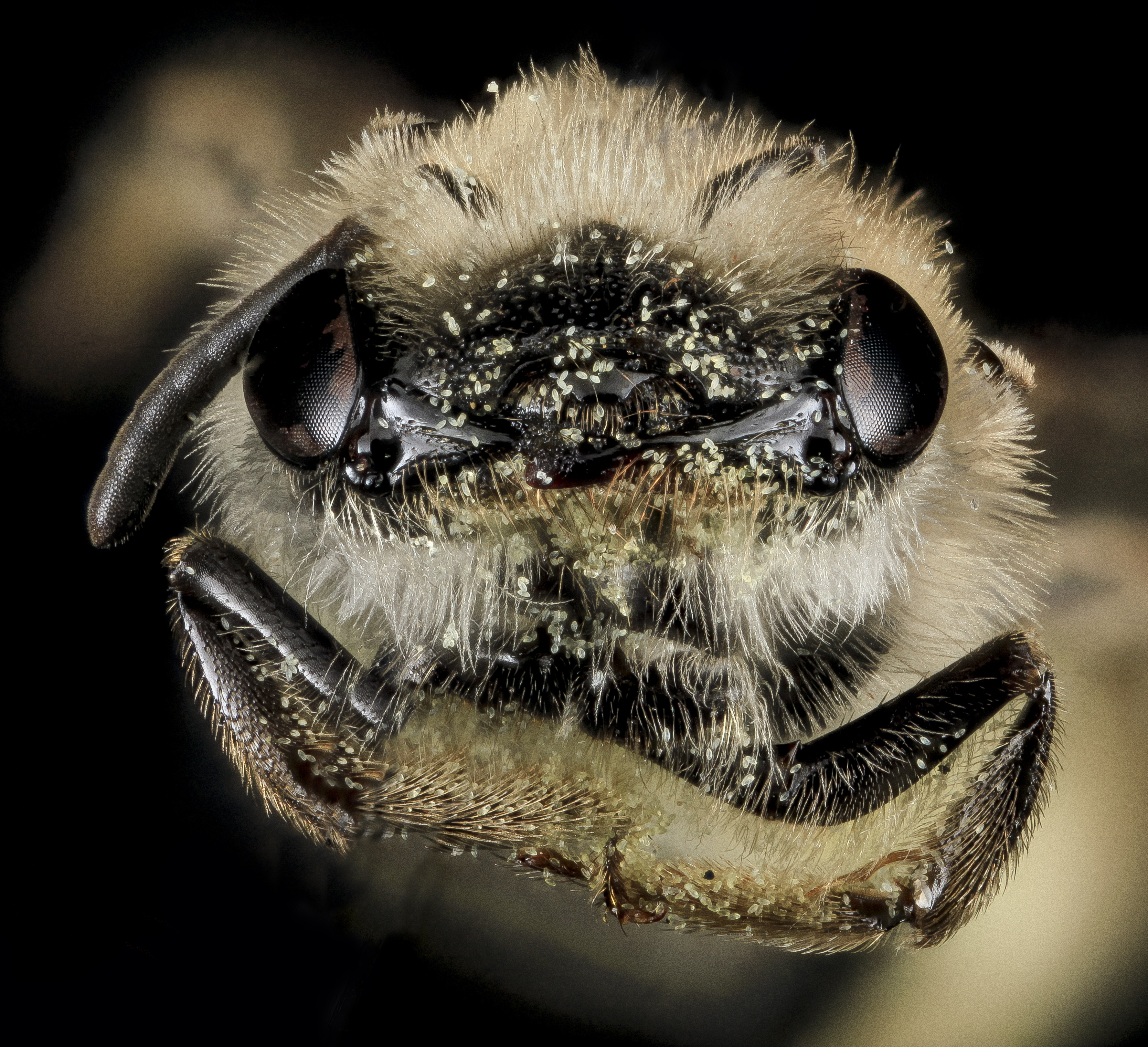